# フリーポート (企業)
株式会社フリーポートは東京都新宿区に本社を置く、日本の広告代理店。
2003年よりスケルトンの越和宏のスポンサーとなっており、オフィシャルサイトの制作・運営を手がけている。2009年9月1日、TCBグループに吸収、合併される。 
企業理念は、「ニッポンの10年後を支えたい」。